# Brazilski portugalski
Brazilski portugalski je skupno ime za varijacije portugalskog jezika koji se govore u Brazilu. Brazilskim portugalskim se koristi 200 milijuna stanovnika Brazila i nekoliko milijuna brazilskih imigranata kojih je najviše u Kanadi, SAD-u, Portugalu, Paragvaju i Japanu. Brazilski portugalski jezik možemo podijeliti na:
- formalnu pisanu verziju, akrolekt, koristi se u formalnom pisanju, i ponekad u čitanju službenih dokumenata
- kolokvijalnu verziju, mezolekt, (koja je materinji jezik većine govornika srednjeg i višeg sloja)
- dijalektalnu verziju, bazilekt, (ruralni dijalekti, koji su materinji idiom stanovnika nižeg sloja)

Pisani standard službenoga brazilskog portugalskog regulira Academia Brasileira de Letras, institucija stvorena po uzoru na francusku akademiju. Ona regulira brazilski pravopis i leksik.

## Povijest
Portugalski jezik u Brazilu je nasljeđe portugalske kolonizacije Južne Amerike. Prvi val imigranata iz portugalskog govornog područja naišao je u 16. stoljeću, i upotrebljavao je mješavinu arhaičnog portugalskog i Tupy jezika (zvanu kao Língua geral) za komunikaciju.
Ipak, do kraja 18. stoljeća, portugalski je dekretom markiza Pombala nametnut kao jedini službeni jezik Brazila, a Língua geral, koja je do tada imao više govornika od portugalskoga, je zabranjena.

## Pisani i govorni jezici
Pisani brazilski portugalski se u mnogočemu razlikuje od pisanog luzitanskoga (tj. europskoga) portugalskog. Brazil se ponosi vlastitim pravopisom, pravogovorom i leksikom. Fonetske promjene dovele su do mnogih promjena u sintaksi. Pisani brazilski portugalski se od razdoblja modernizma, zahvaljujući brazilskim piscima kao Mário de Andrade i Oswald de Andrade, podosta udaljio od luzitanskog portugalskog i približio brazilskom vernakularu. Mnogi Portugalci ne podnose
pisani brazilski portugalski pa će radije čitati knjigu na engleskom izvorniku nego u brazilskom prijevodu. Uspjeh Paula Coelha u Portugalu bio je moguć tek nakon što su njegove knjige prevedene
s brazilskog portugalskog na luzitanski portugalski.
Govoreni jezik je u Brazilu, išao drugačijim putem od europskog portugalskog zbog vrlo malog ili nikakvog utjecaja europskih govornika portugalskoga. Za razliku od Španjolske, koja je ulagala u jezik svojih kolonija (najstarija sveučilišta u Novom Svijetu nalaze se u Santu Domingu i u Limi), Portugalci nisu marili mnogo za obrazovanje u Brazilu (tako da je prvo sveučilište otvoreno tek nakon brazilske neovisnosti). Sve to je dovelo do velikog odvajanja između dva dijalekta portugalskog jezika. Dok je u španjolskom govornom području usmena komunikacija očuvana, Brazilci imaju mnogo teškoća u razumijevanju govornog europskog portugalskog, pa stoga, portugalska glazba nije popularna u Brazilu, portugalske filmove se titluje, portugalske serije sinkronizira na brazilski portugalski. Identitet govorenog brazilskog portugalskog je bio vrlo čvrst pa se niti nakon pojave televizije i radija nije narušio.

## Učinak brazilskoga portugalskog jezika
Kulturni utjecaj brazilskog portugalskog u ostatku država s portugalskog govornog područja je bio znatno povećan u posljednjim desetljećima 20. stoljeća zbog popularnosti brazilske glazbe i sapunica. Otkad je Brazil pristupio Mercosulu, slobodnoj trgovačkoj zoni za Južnu Ameriku, portugalski je postao drugi jezik po važnosti u toj zajednici. Miješani jezik Portunhol se priča najviše u Urugvaju i državama u njegovoj okolici.
Mnoge riječi iz brazilskog portugalskog su ušle u međunarodnu upotrebu, kao npr. samba, piranha ... Sve te riječi postale su popularne diljem svijeta zahvaljujući ogromnoj popularnosti u matičnoj zemlji, Brazilu. 

## Vanjske poveznice
- Razlike u riječima na portugalskom Wječniku.
- Gramatička pravila
- Pravopis brazilskoga portugalskoga
- Talking Brazilian
- Brazilski jezik
- Brazilski ili portugalski?  Arhivirana inačica izvorne stranice od 28. rujna 2007. (Wayback Machine)